# البيت الأصفر

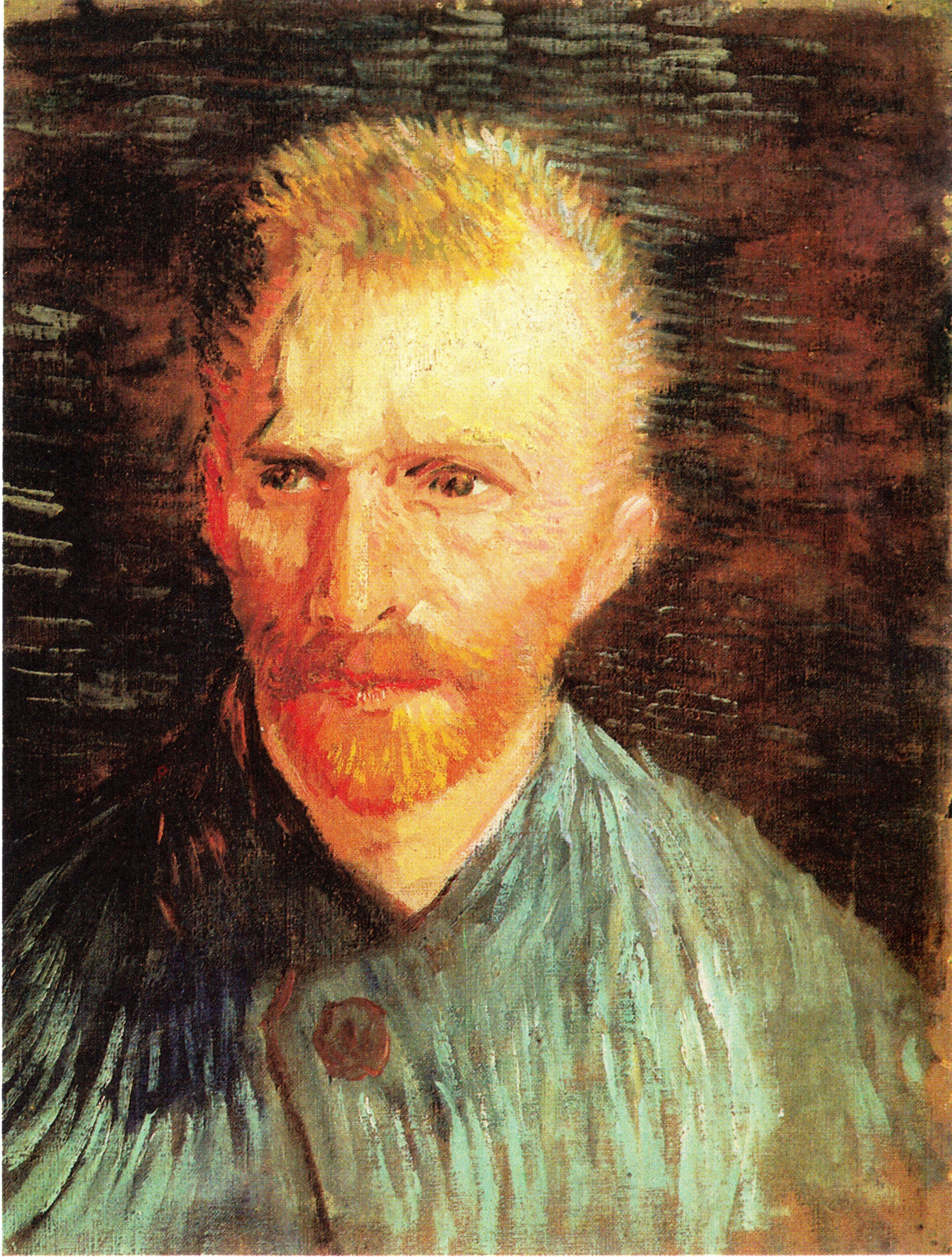
فينسنت فان غوخ

لوحة البيت الأصفر (بالهولندية:Het gele huis)، (بالفرنسية:Maison Jaune)، (بالإنجليزية: The Yellow House)‏، هو عنوان عمل فني للرسام الهولندي فينسنت فان غوخ يعود إنجازها إلى سنة 1888. أحد مؤسسي مدرسة ما بعد الانطباعية في نهاية القرن التاسع عشر، وهي جزء من عمل فني مزدوج يضم لوحة البيت الأصفر وغرفة نوم في آرل.

## لمحة تاريخية علاقة (اللوحة بالمكان)
تظهر اللوحة حي الفرسان "quartier de la Cavalerie" الواقع في حي لامارتين في آرل، بفرنسا. استأجر منه فينسنت فان غوخ في 1 مايو 1888 أربع قطع، وهما الطابق الأرضي حيث شغل مرسمه ومطبخه الخاص، والطابق الأول وهو الأصغر، حيث النافذة في الزاوية، وكذلك حجرته الخاصة التي رسمها بدوره في عمل فني مميز تحت عنوان غرفة نوم في آرل حيث عاش لمدة تسعة أسابيع من 23 أكتوبر 1888 في المكان.
شهد المبنى عدة عمليات إعادة البناء والترميم، قبل أن يتضرر بشدة من جراء قصف قوات الحلفاء (الحرب العالمية الثانية) في ال 25 من يونيو 1944، وقد تم هدمه نهائيا من طرف فرنسا لأعمال الصيانة وإصلاح مخلفات الحرب العالمية الثانية بآرل.